# وینگس
وینگس (انگلیسی: Wingas) شرکت گاز آلمانی است، که در سال ۱۹۹۳ تأسیس شد.